# Józef Rokitnicki
Józef Rokitnicki herbu Prawdzic (zm. po 11 kwietnia 1794), polski działacz polityczny, marszałek konfederacji targowickiej w województwie płockim, wielokrotny poseł na sejm.
Był synem Tomasza i jego drugiej żony Kunegundy z Przeciszewskich, bratankiem Kazimierza (biskupa pomocniczego płockiego). Tomasz Rokitnicki (ur. 1713, zm. 1783) pełnił w latach 1775–1782 urząd kasztelana rypińskiego, był klientem prymasa Michała Poniatowskiego oraz kawalerem Orderu Św. Stanisława. Prawdopodobnie to on wystarał się dla syna o pierwszą godność szlachecką - wojskiego większego raciąskiego (1781). W 1782 Józef Rokitnicki był posłem na sejm z województwa płockiego. Sędzia sejmowy ze stanu rycerskiego w 1782 roku. Otrzymał kolejno tytuły łowczego płockiego (1786), cześnika płockiego (1787), rotmistrza 9. chorągwi kawalerii narodowej w 1 Wielkopolskiej Brygadzie Kawalerii Narodowej. Jako rotmistrz spotkał się z krytyką wizytującego oddziały Kazimierza Rzewuskiego w 1791; wkrótce potem zrezygnował z tej chorągwi. Odznaczony został w lutym 1790 Orderem Św. Stanisława. 
W lutym 1792 był marszałkiem sejmiku województwa płockiego. 9 sierpnia t.r. został powołany na marszałka konfederacji targowickiej województwa płockiego, jednak wobec różnic w treści aktu założycielskiego władze konfederackie nie zatwierdziły tego wyboru i musiało dojść do powtórnego zawiązania konfederacji w tym województwie, ponownie z Rokitnickim w roli marszałka (30 sierpnia t.r.). Poseł na sejm grodzieński 1793 roku z województwa płockiego, był dość aktywnym uczestnikiem obrad. 22 lipca 1793 roku podpisał traktat cesji przez Rzeczpospolitą ziem zagarniętych przez Rosję a 25 września cesji ziem zagarniętych przez Prusy  w II rozbiorze Polski. Na sejmie grodzieńskim w 1793 roku został mianowany przez króla Stanisława Augusta Poniatowskiego członkiem deputacji do traktowania z posłem rosyjskim Jakobem Sieversem. Działał na rzecz utrzymania liczebności armii polskiej, a w grudniu 1793 przedstawił Radzie Nieustającej memoriał dotyczący "poprawienia porządku ziem płockich", który nie zyskał akceptacji.
W majątku Rokitnickiego w okolicach Piotrkowa doszło do zjazdu szlachty w początkach insurekcji kościuszkowskiej. Władze pruskie uznały go za podejrzanego politycznie; Rokitnicki został aresztowany i wywieziony do Płocka, następnie do Torunia. W sprawie jego uwolnienia żona interweniowała u króla Stanisława Augusta Poniatowskiego; ostatnia pewna wiadomość dotycząca Rokitnickiego pochodzi z 11 kwietnia 1794, kiedy król, po rozmowie z pruskim posłem Ludwigiem Heinrichem Buchholtzem, zapewniał, że został on z więzienia zwolniony.
Istnieje hipoteza, że marszałek konfederacji jest identyczny z Józefem Rokitnickim, który był gorliwym stronnikiem pruskim, a w czasach Księstwa Warszawskiego zmienił orientację polityczną i wspierał Francuzów. Skrajna zmiana poglądów miała tak oburzać osoby znające przeszłość tegoż Rokitnickiego, że doszło do spoliczkowania go, a później pojedynku (zakończonego bezkrwawo) z Markiem Zielińskim w kwietniu 1808. Część autorów (m.in. Seweryn Uruski) przypisuje Rokitnickiemu stopień generała majora.
Józef Rokitnicki był żonaty z córką kasztelana płockiego Maksymiliana Sierakowskiego, Antoniną; brak danych o potomstwie. Braćmi Rokitnickiego byli Michał Kazimierz (poseł na sejm w 1784, szambelan Stanisława Augusta Poniatowskiego, marszałek targowicki ziemi dobrzyńskiej) oraz Stanisław (wojski mniejszy sierpecki, sygnatariusz aktu założycielskiego konfederacji targowickiej w województwie płockim).